# James Young Simpson
Sir James Young Simpson, škotski zdravnik, pedagog in prostozidar, * 7. junij 1811, Bathgate, † 6. maj 1870.
Pri 14 letih je vstopil v Univerzo v Edinburghu, kjer je pri 18 letih doktoriral iz medicine.
Najbolj je poznan po odkritju, da ima kloroform anestetične lastnosti, ki ga je začel uporabljati pri zdravljenju.